# Матвеев, Матвей Аркадьевич
Матве́й Арка́дьевич Матве́ев (Матвей Аронович Флит; 1893—1976) — советский театральный актёр.

## Биография
Родился 14 марта 1893 в Киеве в еврейской семье.
Учился в Киевской государственной консерватории. Свою творческую карьеру начинал как юморист-куплетист. Служил музыкальных театрах в разных городах страны.
В 1936 году М. А. Матвеев переехал в Иваново из Свердловска. Играл на сцене Ивановского театра музыкальной комедии до 1976 года, до последнего дня жизни числился актёром, сыграв на ивановской сцене десятки ролей. Сценическое амплуа: герой-баритон. С годами Матвей Аркадьевич Матвеев занял ведущее положение в труппе театра.
Умер 19 июля 1976 года. Похоронен на кладбище Балино в городе Иваново.

## Роли в театре
- Назар Дума («Свадьба в Малиновке»)
- Смуров («Табачный капитан»)
- Цезарь Галь («Вольный ветер»)
- Феррри («Сильва»)
- Сергеев («Севастопольский вальс»)
- Больщаков («На старой Талке»)
- граф Данило Данилович («Весёлая вдова»)

## Фильмография
- 1962 — «Композитор Исаак Осипович Дунаевский» — Серёжа
- 1962 — «Композитор Ференц Легар» — эпизод